# 設爾特島 (紐約州)
設爾特島（英語：Shelter Island）是位於美國紐約州長島東端的一個城鎮和島嶼。 它是薩福克縣的一部分，儘管它與該縣的其他地方被水隔開。 在2010年的人口普查中，它的人口為2,392。